# Monte San Pietro
Monte San Pietro là một đô thị ở tỉnh Bologna vùng Emilia-Romagna của Ý, có vị trí khoảng 12 km về phía tây nam của Bologna. Tại thời điểm ngày 31 tháng 12 năm 2004, đô thị này có dân số 10.758 người và diện tích là 74,7 km².
Monte San Pietro giáp các đô thị sau: Castello di Serravalle, Crespellano, Marzabotto, Monteveglio, Sasso Marconi, Savigno, Zola Predosa.